# Dantopaïta
La dantopaïta és un mineral de la classe dels sulfurs. Rep el nom en honor del Dr. Dan Topa, mineralogista i cristal·lògraf de la Universitat de Salzburg.

## Característiques
La dantopaïta és un sulfur de fórmula química Cu1.06Ag4.24Pb0.9Bi12.23S21.89Te0.11. Va ser aprovada com a espècie vàlida per l'Associació Mineralògica Internacional l'any 2009. Cristal·litza en el sistema monoclínic. La seva duresa a l'escala de Mohs és 3,5.
Segons la classificació de Nickel-Strunz, la dantopaïta pertany a «02.JA: Sulfosals de l'arquetip PbS, derivats de la galena amb poc o gens de Pb» juntament amb els següents minerals: benjaminita, borodaevita, cupropavonita, kitaibelita, livingstonita, makovickyita, mummeïta, pavonita, grumiplucita, mozgovaïta, cupromakovickyita, kudriavita, cupromakopavonita, cuprobismutita, hodrušita, padĕraïta, pizgrischita, kupčikita, schapbachita, cuboargirita, bohdanowiczita, matildita i volynskita.

## Formació i jàciments
Va ser descoberta a l'àrea d'Erzwies, a la vall de Gastein, dins la serralada Hohe Tauern (Estat de Salzburg, Àustria). També ha estat descrita a la mina Clara (Baden-Württemberg, Alemanya) i a la mina Rozália (Regió de Banská Bystrica, Eslovàquia). Aquests tres indrets són els únics de tot el planeta on ha estat descrita aquesta espècie mineral.